# Grand Union Canal
Grand Union Canal er en kanal i England, som er en del af det britiske kanalsystem. Dens primære gren starter i London og slutter i Birmingham, og er 220 km lang og har 166 sluser. Den har grene der går til steder som Leicester, Slough, Aylesbury, Wendover og Northampton.
Grand Union Canal var også det oprindelige navn til den gren, der nu er en del af Leicester Line i den moderne Grand Union: sidstnævnte bliver i dag primært omtalt som Old Grand Union Canal for at undgå forvirring.